# Adolph Tesdorpf
Adolph Valdemar Tesdorpf (23. oktober 1859 – 19. april 1929) var en dansk landmand og godsejer.
Han var broder til Frederik Tesdorpf og søn af Mary f. Büsch og Edward Tesdorpf, hvis virke som godsejer han fortsatte med efterhånden seks godser på Falster og fra 1925 også Gjorslev på Stevns.
Han var en kyndig planteavler og ledende sukkerroeproducent og direktør for andelssukkerfabrikken i Nykøbing Falster 1884-1927. Derudover beklædte han en lang række tillidsposter i landbrugets organisationer. Han var fader til Edward Tesdorpf.